# Prosopium williamsoni
Prosopium williamsoni (Girard, 1856), è una specie di pesce osseo facente parte della famiglia dei Salmonidi.

## Distribuzione e habitat
La specie, originaria del Nord America, vive nelle acque dolci in Canada e negli Stati Uniti continentali.

## Alimentazione
Si nutre prevalentemente di invertebrati come molluschi e insetti.